# Next Level (Ayumi Hamasaki)
| Recensione | Giudizio |
| ---------- | -------- |
| Allmusic   |          |

Next Level è il decimo studio album della cantautrice giapponese Ayumi Hamasaki, prodotto dalla Avex Trax e pubblicato il 25 marzo 2009. Oltre ad essere entrato al primo posto della classifica giapponese, proprio come è avvenuto per gli album precedenti, è anche risultato l'album più venduto nel mondo durante la settimana di debutto.

## Il disco
Di quest'album sono state realizzate 4 versioni: una solo in formato CD, un'altra in formato CD+DVD, nonché un'edizione limitata composta, oltre che dal CD principale, da un secondo CD contenente le tracce del Premium Countdown Live 2008-2009 che si è tenuto a Tokyo la notte di Capodanno; infine, è stata pubblicata una particolare versione in penna USB laccata in argento recante il marchio di Ayumi: al suo interno sono inserite le 14 tracce dell'album in formato MP3, nonché i rispettivi testi e sei video musicali in formato MP4, e tale versione rappresenta in assoluto uno dei primi casi al mondo.
Fra i brani contenuti nell'album, Green è stato usato per promuovere la macchina fotografica Lumix FX37 della Panasonic, mentre l'omonima Next Level è stata scelta per la Lumix FX40; Rule, invece, è stata scritta come singolo trainante per la colonna sonora del film Dragonball Evolution; Sparkle, infine, ha accompagnato uno spot della Honda che pubblicizzava il modello "Zest Spark".

## Tracce

### CD1
1. Bridge to the sky - 1:43 (Yuta Nakano)
2. Next level - 4:30 (Ayumi Hamasaki, D.A.I.)
3. Disco-munication - 1:32 (CMJK)
4. Energize - 4:31 (Ayumi Hamasaki, Yuta Nakano)
5. Sparkle - 4:30 (Ayumi Hamasaki, Kazuhiro Hara)
6. Rollin - 5:04 (Ayumi Hamasaki, Yuta Nakano)
7. Green - 4:49 (Ayumi Hamasaki, Tetsuya Yukumi)
8. Load of the Shugyo - 1:32 (CMJK)
9. Identity - 4:19 (Ayumi Hamasaki, Yuta Nakano)
10. Rule - 4:06 (Ayumi Hamasaki, Miki Watanabe)
11. Love'n'hate - 3:51 (Ayumi Hamasaki, Yuta Nakano)
12. Pieces of seven - 2:31 (Hal)
13. Days - 5:03 (Ayumi Hamasaki Kunio Tago)
14. Curtain call - 3:44 (Ayumi Hamasaki, Kazuhiro Hara)

### CD2
1. Green
2. Will
3. End of the world
4. Heartplace
5. And then
6. Naturally
7. Powder snow
8. Hope or pain
9. Over
10. Scar
11. Signal
12. Hana
13. Too late
14. Everywhere, nowhere
15. Days
16. For My Dear...

### DVD
1. Days (Video clip)
2. Green (Video clip)
3. Rule (Video clip)
4. Sparkle (Video clip)
5. Next level (Video clip)
6. Curtain call (Video clip)
7. Days (Making clip)
8. Green (Making clip)
9. Rule (Making clip)
10. Sparkle (Making clip)
11. Next level (Making clip)
12. Curtain call (Making clip)

## Classifiche
| Classifica                            | Posizione raggiunta |
| ------------------------------------- | ------------------- |
| Giappone (Billboard Japan Top 100)    | 1                   |
| Giappone (Oricon Daily Chart)         | 1                   |
| Giappone (Oricon Weekly Chart)        | 1                   |
| Giappone (Oricon Monthly Chart)       | 1                   |
| Giappone (Oricon Yearly Chart)        | 16                  |
| Giappone (Soundscan) [CD]             | 12                  |
| Giappone (Soundscan) [CD+DVD]         | 10                  |
| Giappone (Soundscan) [CD+2DVD]        | 1                   |
| Taiwan (G-Music Combo Chart)          | 2                   |
| Taiwan (G-Music J-Pop Chart)          | 1                   |
| Taiwan (G-Music International Chart)  | 1                   |
| Taiwan (Five Music J-Pop/K-Pop Chart) | 1                   |
| World Albums Top 40                   | 1                   |

## Date di Pubblicazione
| Nazione       | Data           | Formato               | Etichetta        | Catalogo                                        |
| ------------- | -------------- | --------------------- | ---------------- | ----------------------------------------------- |
| Giappone      | 25 marzo 2009  | CD CD+DVD 2CD+DVD USB | Avex Trax        | AVCD-23859 AVCD-23858/B AVCD-23856/B AVZD-23860 |
| Corea del Sud | 27 marzo 2009  | CD+DVD                | SM Entertainment |                                                 |
| Taiwan        | 27 marzo 2009  | CD CD+DVD 2CD+DVD     | Avex Taiwan      | AVJCD10380 AVJCD10380/A AVJCD10380/B            |
| Hong Kong     | 1º aprile 2009 | CD CD+DVD 2CD+DVD     | Avex Asia        | AVJCD-10380 AAJCD-20040D AAJCD-20039/0D         |
| Giappone      | 21 marzo 2012  | Playbutton            | Avex Trax        | AQZD-50677                                      |